# Baillestavy
Baillestavy en idioma francés, Vallestàvia en idioma catalán, es una localidad  y comuna francesa, situada en el departamento de Pirineos Orientales en la región de Languedoc-Rosellón. Pertenece a la comarca del Conflent.

## Geografía

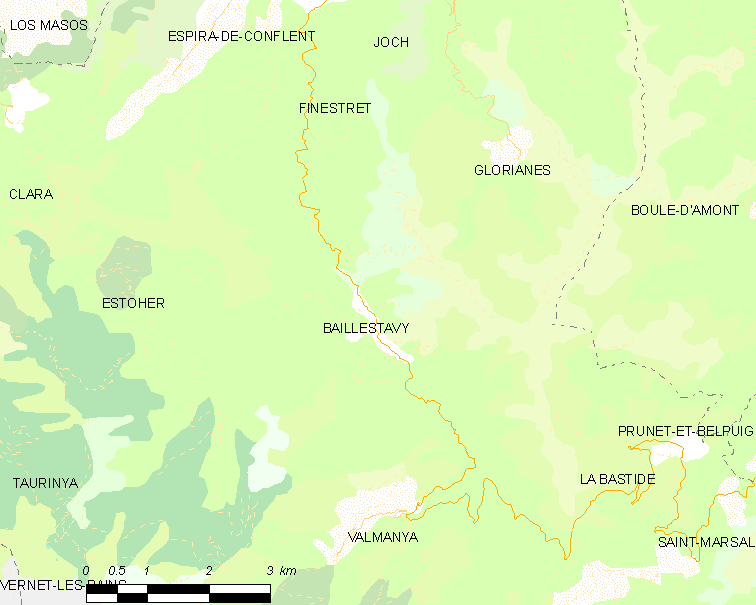
Situación de Baillestavy

## Historia
El topónimo Vallestàvia procede de Vallis Stavia, que hace referencia al valle donde se encuentran los pastos de verano para el ganado. En 950, el pueblo de Vallestàvia fue entregado a la abadía de San Miguel de Cuixá. 

## Gobierno y política

### Alcaldes
| Alcalde           | Período     |
| ----------------- | ----------- |
| Joseph Carboneill | 1815 - ??   |
|                   |             |
| Jean Guerre       | 193? - 1959 |
| Remy Maler        | 1959 - 1971 |
| Alain Taurinya    | 1971 - 1989 |
| Claude Maynéris   | 1989 - 2001 |
| Jacques Taurinya  | 2001 -      |

## Demografía
| 33 | 54 | 55 | 50 | 53 | 58 |
| Para los censos de 1962 a 1999 la población legal corresponde a la población sin duplicidades (Fuente: INSEE [Consultar]) |    |    |    |    |    |

(Población sans doubles comptes según la metodología del INSEE).

## Actividades económicas
Antiguamente, el pueblo había vivido de la explotación de unas minas de hierro; las actividades actuales son la piscicultura, la cría de ganado ovino, vacuno y caprino, así como la actividad del senderismo.

## Lugares y monumentos
En Baillestavy se encuentra una torre del antiguo castillo, datada del siglo XIII, que ha pasado a ser el campanario de la iglesia. Hay también un puente medieval. La parroquia es la iglesia de San Andrés construida a finales del siglo XVII. Se conserva una Madre de Dios del siglo XIII y esculturas del siglo XVIII. También forman parte del patrimonio de la parroquia un retablo de finales del siglo XVII atribuido a Generara, un retablo de Cristo también de este mismo siglo, así como un retablo de San Roque y la Madre de Dios, del siglo XIX